# Aalkistensee
Der Aalkistensee (älterer Name Aalküstensee) ist ein See im Enzkreis in der Nähe von Maulbronn und Bretten im Kraichgau in Baden-Württemberg. Er liegt im gleichnamigen Naturschutzgebiet.

## See
Nach Untersuchungen von Seesedimenten entstand der See vermutlich durch einen Erdfall, der durch Auslaugungsprozesse im Gipskeuper verursacht wurde. Die Sedimentation setzte gegen Ende des dritten Jahrtausends v. Chr. während des Übergangs von der Jungsteinzeit zur Bronzezeit ein.
Mönche des nahegelegenen Klosters Maulbronn stauten den See vermutlich im 16. Jahrhundert durch einen Erddamm weiter auf. Die Pollenverteilung in den Seesedimenten ändert sich um 1500, was als Hinweis auf die damalige Vergrößerung des Sees gewertet wird. Im Salzachtal lagen zwischen Kloster und Aalkistensee weitere künstlich angelegte Seen, die heute trockengelegt sind. 1553 wurde der See als Unterefflinger See erwähnt. Der heutige Name des Sees geht auf die Praxis der Mönche zurück, im See Aale für die Fastentage in hölzernen Reusen, sogenannten Aalkisten, aufzubewahren.
Nach Ende der 1990er Jahre durchgeführten archäologischen Sondierungen wurde der heute sechs Meter hohe Erddamm mehrfach erhöht. Ein zur Sicherung am Dammfuß eingebauter Holzbalken konnte dendrochronologisch auf das Fälljahr 1661 datiert werden. Damals erreichte der Damm seine heutige Breite, möglicherweise wurde er auch erhöht. Bei den Arbeiten kann es sich um die Beseitigung von Schäden aus dem Dreißigjährigen Krieg gehandelt haben.
In der Nordwestecke des Sees liegt die Aalkistenmühle, die das aus dem See abfließende Wasser nutzte. Der Bau der heutigen Mühle wurde 1700 genehmigt. Ein auf 1553 datierter Eckstein am Einlass des Mühlkanals sowie späterer Schriftverkehr belegen, dass der Aalkistensee bereits zuvor Standort einer Mühle war. Nach einem Bruch des Erddamms 1790 wurde die Trockenlegung des Sees erwogen, da der Pachtzins für das gewonnene Land höher als die Einnahmen aus der Verpachtung als Fischwasser war. Die Trockenlegung unterblieb wegen des Widerstandes des Müllers. Im Urkataster sind fünf Abflüsse des Sees dargestellt: Der Mühlkanal, ein Grundablass sowie drei Überläufe. Zwei Überläufe wurden Anfang des 19. Jahrhunderts angelegt, nachdem zuvor der Damm nahezu jährlich durch schnellen Anstieg des Wasserspiegels beschädigt worden war.
Um 1821 wurde der See regelmäßig abgefischt. Unterhalb des Damms lag ein Fischgumpen, ein Becken zur Aufnahme von Fischen. Über Winter lag der See trocken. Dann wurde Schlamm aus dem See abgegraben und als Dünger verkauft; der Erlös kam zu gleichen Teilen dem Müller, dem Fischereipächter und der Herrschaft zugute. Der Fischereipächter musste das Röhricht am See mähen, um der Verlandung vorzubeugen. Der See hatte 1561 eine Fläche von 9,6 Hektar, 1797 waren es 15,5 Hektar. Heute soll der See 13,6 oder 12,1 Hektar groß sein.
Die Fischzucht im See wurde 1967 aufgegeben, da das Wasser zu stark verschmutzt war. Das Abwasser Maulbronns wurde bis 1953 ungeklärt, bis 1978 nur mechanisch gereinigt in die Salzach eingeleitet. Mittlerweile überdeckte Sedimente im See enthalten giftige Schwermetalle, die dem Abwasser der Galvanik-Industrie in Maulbronn entstammten. Um 1997 wurde der Damm des Sees saniert, da er als zu niedrig und zu steil eingestuft wurde. Bei der  Sanierung wurden alte Bäume und kulturhistorisch wertvolle Bauwerke entfernt.

## Naturschutzgebiet
Das Naturschutzgebiet Aalkistensee erstreckt sich über die gesamte Fläche des Sees sowie darüber hinaus. Entlang der Salzach erstreckt sich das Gebiet östlich bis zur Bundesstraße 35; im Süden bis zur Bahntrasse der Westbahn. Das 50,5 ha große Gebiet (Schutzgebietnummer 2.042) wurde mit Verordnung vom 21. Dezember 1979 unter Schutz gestellt und wird dem Naturraum des Kraichgaus und des Stromberg-Heuchelberg zugerechnet. Als wesentlicher Schutzzweck wurde die Erhaltung des Sees mit den ihn umgebenden, unterschiedlichen Feuchtgebieten und Hangzonen in ihrer Eigenart, Vielfalt und Schönheit genannt, wobei sich die Schutzwürdigkeit neben der überregionalen Bedeutung als Brut- und Rastplatz für Vögel und als Amphibienlaichgewässer aus der Bedeutung des Gebiets als Lebensraum artenreicher Pflanzen- und Tiergesellschaften und der Bedeutung des Sees als Standort großflächiger Schilfbestände, in seinem Uferbereich als Wuchsort gefährdeter Pflanzenarten wie Teich-Ampfer (Rumex hydrolapathum) und Sumpf-Greiskraut (Jacobaea paludosa) ergibt.
Heute kann man am See zahlreiche Vogelarten beobachten, beispielsweise Gründel- und Tauchenten, Blässhühner, Silber- und Graureiher, Haubentaucher, Schwäne und Wildgänse.